# Fernando Roldán
Víctor Luis Fernando Roldán Campos (15. oktober 1921 - 22. juni 2019) var en chilensk fodboldspiller (forsvarer). Han spillede for Universidad Católica, som han vandt to chilenske mesterskaber med, og for Chiles landshold. Han var med i den chilenske trup til VM 1950 i Brasilien, og spillede to af holdets tre kampe i turneringen, hvor chilenerne blev slået ud efter det indledende gruppespil.

## Titler
Primera División de Chile
- 1949 og 1954 med Universidad Católica